# بنك البريد (روسيا)
بنك البريد ( نطق بنك البوكتا، بالروسية: Публичное акционество «Почта Банк») هو بنك استهلاكي روسي كشركة مساهمة تأسس في 28 يناير 2016، وحصل على ترخيص من البنك المركزي الروسي للعمليات المصرفية رقم 650 في 25 مارس, 2016. كان في السابق بنك ليتو ("بنك الصيف" بالروسية: Лето Банк) تحت في تي بي 24 (الروسية: ВТБ24 (ПАО)). قبل ذلك، كان "بنك بيزيتسا" (بالروسية: Безица-Банк) في بريانسك . و يقع المقر الرئيسي له في موسكو.

## أنظر أيضاً
- تأجير RTK